# Selección femenina de baloncesto de Bolivia
La selección femenina de baloncesto de Bolivia es el equipo de baloncesto que representa a Bolivia en las competiciones internacionales organizadas por la Federación Internacional de Baloncesto (FIBA) o el Comité Olímpico Internacional (COI): los Juegos Olímpicos y Campeonato mundial de baloncesto especialmente.  El equipo boliviano también ha participado en torneos de su ámbito continental como el Campeonato FIBA Américas Femenino y Campeonato Sudamericano de Baloncesto Femenino.
En 2024 retornó al campeonato sudamericano, competencia que no disputaba desde 2006.

## Participaciones en competiciones internacionales
- Juegos Olímpicos: (0 participaciones)
- Copa Mundial de Baloncesto: (1 participaciones)
  - Campeonato Mundial de Baloncesto Femenino (1): (1979)
- Campeonato FIBA Américas: (0 participaciones)
- Juegos Panamericanos: (0 participaciones)[2]
- Juegos Suramericanos: (3 participaciones)
  - 2014, 2018 y 2022
- Juegos Bolivarianos: (3 participaciones)[3]
  - 2009, 2013, 2017 (incompleto)
- Campeonato Sudamericano de Baloncesto: (12 participaciones)[4]
  - 1946, 1950, 1952, 1954, 1972, 1974, 1977, 1978, 1997, 1999, 2001, 2006, 2024
  - Mejor posición: 1978 (2º lugar)
    - 48 partidos jugados
    - 12 triunfos
    - 48 derrotas

## Palmarés
- Campeonato Sudamericano de Baloncesto Femenino:
  -  Medalla de bronce : 1974.
  -  Medalla de plata : 1978.
- Juegos Suramericanos:
  -  Medalla de plata : 2018.[5]
- Juegos Bolivarianos:
  -  Medalla de bronce : 2017.
  -  Medalla de bronce : 2009.
  -  Medalla de oro : 1997.

## Últimos Partidos
Anexo:Historial de partidos de la selección de baloncesto femenina de Bolivia

### Últimos y próximos encuentros
| Fecha                | Ciudad   | Competición               | Local    |                     | Resultado |                    | Visitante |
| -------------------- | -------- | ------------------------- | -------- | ------------------- | --------- | ------------------ | --------- |
| 5 de octubre de 2022 | Asunción | Juegos Suramericanos 2022 | Paraguay | Bandera de Paraguay | 77:61     | Bandera de Bolivia | Bolivia   |
| 7 de octubre de 2022 | Asunción | Juegos Suramericanos 2022 | Bolivia  | Bandera de Bolivia  | 48:52     | Bandera de Uruguay | Uruguay   |
| 8 de octubre de 2022 | Asunción | Juegos Suramericanos 2022 | Colombia | Bandera de Colombia | 81:41     | Bandera de Bolivia | Bolivia   |
| 9 de octubre de 2022 | Asunción | Juegos Suramericanos 2022 | Bolivia  | Bandera de Paraguay | 43:55     | Bandera de Bolivia | Chile     |

## Última convocatoria
12 jugadoras fueron convocadas para los Juegos Suramericanos 2018.

### Selección actual
| Bolivia                                   |                                   |     |        |                    |
| Num                                       | Jugador                           | Pos | Altura | Equipo             |
| 4                                         | Margareth Wanda Padilla Lijeron   | AP  | 1,73 m | Obras Basket       |
| 5                                         | Nicole Kimberly Rojas Irigoyen    | E   | 1,67 m | Carl A-Z           |
| 6                                         | Marcela Katerine Viscarra Agreda  | P   | 1,70 m | San Simón          |
| 7                                         | Florencia Del Pilar Araoz Marquez | A   | 1,69 m | Bandera de Bolivia |
| 8                                         | Jhoselin Jasmin De La Barra       | A   | 1,69 m | San Simón          |
| 9                                         | Adriana Bertha Delgadillo Russo   |     | 1,75 m | Bandera de Bolivia |
| 10                                        | Camila Pardo Gonzales             | P   | 1,75 m | Tenis La Paz       |
| 11                                        | Julieta Mariel Tapia Castro       |     | 1,71 m | Bandera de Bolivia |
| 12                                        | Danitza Mildreth Parra Aguilar    | B   | 1,58 m | San Simón          |
| 13                                        | Gabriela Herbas Garcia            | P   | 1,88 m | Sporting Sacaba    |
| 14                                        | Camila Fresia Prado Robles        | E   | 1,71 m | Tenis La Paz       |
| 15                                        | Florencia Pacheco Ugarte          |     | 1,80 m | Bandera de Bolivia |
| Entrenador: Sandro Alberto Patiño Sánchez |                                   |     |        |                    |

## Entrenadores
| Nombre        | Nac.    | Período     |
| ------------- | ------- | ----------- |
| Jose Acha     | Bolivia | 2009        |
| Sandro Patiño | Bolivia | 2013 - 2022 |